# 新世紀エヴァンゲリオン2
『新世紀エヴァンゲリオン2』（しんせいきエヴァンゲリオンツー）は、『新世紀エヴァンゲリオン』を原作としたバンダイのシミュレーションゲーム。
『エヴァンゲリオン2』というタイトルは原作（テレビアニメ版）の監督である庵野秀明による「自分は『エヴァンゲリオン』の続編を作るつもりはないが、ゲームを遊ぶ人の手によってそれぞれが“2”を作ればそれに越したことはないと思った」という意向によって命名された。また、原作の謎解き要素もあるとされ、英語表記には「それぞれの」という意味で複数形のSが付けられている (EVANGELIONS)。

## 沿革
2003年11月20日にPS2用ゲームソフトとして発売される。
2006年4月27日にPSP用ゲームソフト『新世紀エヴァンゲリオン2 造られしセカイ -another cases-』が通常版と10周年記念メモリアルBOX版の2バージョンで発売された。内容的には純粋な移植でなくPS2版のバージョンアップとなっており、新規シナリオ追加、使徒戦の追加、キャラ別のイベント、シナリオ毎の異なったエンディング、ステータスと所持アイテムの可視化、シナリオクリア毎に登場する隠しアイテムなどの他、行動関連のシステムの変更など、様々な追加・変更がなされている。10周年記念メモリアルBOXには、ゲーム本編のほかに、1997年公開のアニメ映画『新世紀エヴァンゲリオン劇場版』から『DEATH(TRUE)2』と『Air / まごころを君に』を収めたUMD-VIDEO2枚組がセットとなっている。

## ゲーム内容
プレイヤーは「新世紀エヴァンゲリオン」本編の登場キャラクターの1人（PS2版では初期は碇シンジのみ）を動かし、人と対話し、食事をし、排泄し、使徒との戦闘を行う。人気作品の登場人物の1人としてその世界を生きていくこと自体を目的としたゲームであり、EVAパイロット・ネルフ指揮スタッフが関連する使徒との戦闘以外「やらなくてはいけないこと」は特に存在しない。また、登場使徒などは後述する庵野AIによって都度自動設定されるうえ、状況によってはキャラクターの死亡による中途退場も随時発生するため、基本的には展開が固定のイベント部分を除いて本編に準拠した内容にはならない。
PSP版では初期キャラクターはシンジ・レイ・アスカの3人。シンジ主人公で基本的にすべてのシナリオ進行が本編に準拠した展開となるチュートリアル相当のシナリオを含めた、4つのシナリオが最初からプレイ可能。
ゲームの根幹部分は同じくアルファ・システム製作の『高機動幻想ガンパレードマーチ』に似た設計となっているものの、キャラ能力そのものより対人関係を重視したつくりとなっているなどの、作品に合わせた変化もある。
庵野AI
シナリオの展開に大きな影響を与えるAI。常に世界全体を監視して影響を与え、出現する使徒のタイミングや出現する使徒が何になるかまで影響する。このゲームにおける『神』とも呼べる存在。庵野秀明の思考をモチーフにしていることからこのような名称がついた。
本作品では、使徒の出現・撃退を1話として区切っている。プレイヤーが現在の話で取った行動の傾向により、次話の庵野AIの傾向が決定され、次話内で起こるイベントやキャラクターの心理傾向なども決まっていく。
AIと記憶
各キャラクターにはAIによる行動設定があり、ゲーム中の出来事の記憶に影響されながら行動している。記憶力の範囲や傾向はキャラクター毎に異なり、年齢やキャラクターイメージなどから設定されている。
エンディング
一定の期日（期間はゲーム展開によって異なる）が過ぎれば、どのような状態であれ、戦略自衛隊の強襲に始まる旧劇場版のクライマックス展開を経て量産機戦の勝敗にかかわらず人類補完計画が発動するエンディングを迎える。ただし、PSP版ではシナリオ毎に果たすべき目標が定められており、ほとんどの場合、達成することで前述のものとは異なる展開のエンディングを迎えることができる。PS2版にもいくつか特殊なエンディングが存在している。また、PS2版、PSP版ともに条件を満たすとプレイヤーキャラクターが増えていき、PS2版では隠しコマンド、PSP版ではゲーム進行で最終的には主要登場人物全員をプレイヤーにすることができる。
通常生活
プレイヤーはキャラクター毎のパラメータ（空腹感、喉の渇き、清潔感、尿意、眠気）を気にしながら日常生活を送る。このとき「A.T.」と呼ばれる値があり、この数値が高いほど気分が高揚し、より楽しげな雰囲気で他のキャラクターに話しかけたり、普段出来ない行動を取ったりすることが出来る。A.T.は主に良いことをする、またはされることで上昇していく（プレゼントを相手にあげて喜ばれる、食事に誘われるなど）。EVAパイロットの場合はA.T.の高さがEVAの攻撃力や防御力に直結するので、普段から高めにしておくことが望ましいが、A.T.が高いまま固定されてしまうとできることが限られるために逆にプレイが単調なものになってしまう。
また、PSP版ではA.T.とは別に「インパルス」と呼ばれる値も新たに実装された。こちらは主にA.T.とは逆に良くないことをする、もしくはされる（他のキャラクターに冷たい態度を取る、または取られる、壁に八つ当たりをするなど）などで上昇する一方でA.T.が高いほど上がりにくくなる。特定の行動の実行や相手に対して好意的な態度を取るためにはこのインパルスを消費する必要があり、闇雲にA.T.を上げすぎるとインパルスが確保できず、行動が極端に制限され逆に不利になってしまう。ゆえにA.T.とインパルスのバランスに気を使って偏り過ぎないプレイが求められる。インパルスの最大値はキャラクター毎に異なり、1日に消費したインパルスの量に比例して翌日に最大値が加算される（最大値限界は300）。使徒を倒した翌日は最大値こそ加算されないもののインパルスが現在の最大値まで回復する。
通常生活の期間は明確に区切られており、シナリオなどにもよるものの、ゲームとしては基本的にはそれぞれの使徒襲来直前のおおよそ1～2日程度のみを随時体験することになる。PSP版では戦闘移行までのタイマーの表示もされるようになった。
戦闘
通常生活の期限が過ぎ、使徒が襲来すると戦闘場面に移転する。使徒は原作のものと同じだが、PSP版の「使徒、襲来」シナリオなどを除き、シナリオごとの初期撃破済み以外の使徒襲来順は全くのランダムになる。また戦闘で破壊された都市は、PC/NPCのミサトが修理予算を請求する必要もあり、なかなか回復しない。プレイヤーがシンジらEVAパイロットのキャラクターの場合には、ミサトの指示を受けながら（レーダーが都市全体をフォローできず、味方との接触・戦闘などの場合に断続的にしか表示されない）自機を動かして使徒と戦闘を行い、これを撃破する。使徒に自機が破壊・損害を受けた場合、重傷・軽傷の場合は入院、最悪の場合は死亡する。レイが死亡した場合、プレイヤーキャラクターでなければ「重傷」とされ、新たなレイが送られてくる。プレイヤーキャラクターが死亡した場合はゲームオーバーとなる。
プレイヤーがミサトの場合は、断続的に表示される使徒の情報を元にEVAパイロットらを誘導し、これを撃破する。また、戦闘後は第3新東京市の被害に応じた始末書の処理、日本政府へのEVAや都市の修理費用請求などの事務処理といった仕事がある。これらをおろそかにすると、兵装ビルが壊れたまま機能しないなどの不具合が生じ、使徒との戦闘が不利になる。
戦闘に影響しないキャラクター（加持など）でプレイしている場合は、戦闘シーンはなく、EVAパイロットやEVAの状態から計算された戦果の報告のみで終わる。この時にEVAパイロットのA.T.が著しく低い状態や、パイロットが入院していてEVAが出撃できない状態で使徒が出現した場合、即座に敗北と判定されてサードインパクトが発生するエンディング（実質上のゲームオーバー）を迎えることもある。
機密情報
本作品の特殊な魅力として、テレビ版・旧劇場版当時のエヴァンゲリオンの世界設定や、それにまつわる謎の回答が詳細に開示されている。これらはゲーム内の活動で情報を入手することで埋まっていく。この設定群は、ゲーム開発側が用意したものではなく、庵野秀明監督のインタビュー内容からまとめられ、当時のガイナックスが監修を行ったもの。内容的にも関連書籍で開示された初期設定などと符合する部分が多いつくりである。
PSP版では、キャラクター次第でこれを一定以上収集することがシナリオクリアの条件となっている場合もあるが、機密情報を知り過ぎてしまうと特定の条件で発生するイベントで暗殺対象になるリスクも高まる。イベントの際、プレイヤーキャラクターが力及ばず暗殺されてしまった場合はもちろんゲームオーバーとなる。

## 登場人物
- 碇シンジ（声：緒方恵美）
- 綾波レイ、碇ユイ、ペンペン（声：林原めぐみ）
- 惣流・アスカ・ラングレー（声：宮村優子）
- 葛城ミサト（声：三石琴乃）
- 碇ゲンドウ（声：立木文彦）
- 冬月コウゾウ（声：清川元夢）
- 加持リョウジ（声：山寺宏一）
- 鈴原トウジ（声：関智一）
- 相田ケンスケ、ケンスケパパ（声：岩永哲哉）
- 洞木ヒカリ（声：岩男潤子）
- 伊吹マヤ、鈴原ナツミ[要出典]（声：長沢美樹）
- 赤木リツコ（声：山口由里子）
- 青葉シゲル（声：子安武人）
- 日向マコト（声：結城比呂）
- 渚カヲル（声：石田彰）
- キール・ローレンツ（声：麦人）
- 時田シロウ（声：大塚芳忠）
- 赤木ナオコ（声：土井美加）
- 諜報部員（声：長嶝高士）
- 店員（声：永野広一）
- オペレーター男（声：川島得愛）
- オペレーター女（声：高木礼子）

## 書籍
- 『新世紀エヴァンゲリオン2 攻略ガイド』（角川書店） - 2003年11月発売
- 『新世紀エヴァンゲリオン2 ザ・マスターガイド』（メディアワークス） - 2003年11月発売
- 『新世紀エヴァンゲリオン2 ザ・コンプリートガイド』（メディアワークス） - 2004年3月発売
- 『ENCYCLOPEDIA EVANGELIONS』（富士見書房） - 2004年5月発売
- 『新世紀エヴァンゲリオン2 造られしセカイ -another cases- パーフェクトガイド』（角川書店） - 2006年7月発売